# أليساندرو بوزاني
أليساندرو بوزاني (بالإيطالية: Alessandro Bausani) ـ (روما، 29 مايو 1921 ـ روما، 12 مارس 1988) هو أكاديمي إيطالي تخصص في الدراسات الإسلامية والعربية والفارسية، كما اهتم باللغات المصطنعة وتاريخ الأديان، وترجم العديد من الكتب إلى الإيطالية. كان واحدًا من أبرز الباحثين الإيطاليين في الإسلام، وكانت ترجمته وشرحه لمعاني القرآن الكريم واحدة من أهم ترجمات القرآن في اللغة الإيطالية.

## من أعماله

### تأليف
- دراسة لأدب باكستان (بالإيطالية: Sguardo alle letterature del Pakistan) ـ 1957.
- تاريخ الأدب الباكستاني (بالإيطالية: Storia delle letterature del Pakistan) ـ 1958.
- الديانات الفارسية، من زرادشت إلى بهاء الله (بالإيطالية: Persia Religiosa, da Zaratustra a Bahá'u'lláh) ـ 1959.
- تاريخ الأدب الفارسي (بالإيطالية: Storia della Letteratura persiana) ـ 1960.
- الفُرس (بالإيطالية: I Persiani) ـ 1962.
- الإسلام غير العربي (بالإيطالية: L'Islam non arabo)، في سلسلة "تاريخ الأديان"، 1970، 1971.
- بوذا (بالإيطالية: Buddha) ـ 1973.
- اللغات المصطنعة (بالإيطالية: Le lingue inventate) ـ 1974.
- موسوعة إخوان الصفا (بالإيطالية: L'Enciclopedia dei Fratelli della Purità) ـ 1978.
- الإسلام (بالإيطالية: L'Islam) ـ 1980.
- زهرة من الشرق (بالإيطالية: Una rosa d'Oriente: Tahirih) ـ 1980.
- العقيدة البهائية ووحدة الجنس البشري (بالإيطالية: La fede Bahá'í e l'unità del genere umano)
- دراسات في العقيدة البهائية (بالإيطالية: Saggi sulla fede Bahá'í) ـ 1991.

### ترجمة

#### ترجمة نصوص دينية
- القرآن: مقدمة، وترجمة، وتعليق (بالإيطالية: Il Corano, introduzione, traduzione e commento) ـ 1955.
- نصوص دينية زرادشتية (بالإيطالية: Testi religiosi zoroastriani) ـ 1962.
- البشارة الطيبة: إنجيل متّى، نشخة باللهجة الرومانيسكية (بالإيطالية: La bbona notizzia. Vangelo di Matteo nella versione romanesca di Alessandro Bausani) ـ 1992.

#### ترجمات من الفارسية
- رباعيات عمر الخيام (بالإيطالية: Omar Khayyam, Quartine) ـ 1956.
- ابن سينا، الأعمال الشعرية (بالإيطالية: Avicenna, Opera poetica) ـ 1956.
- محمد إقبال: القصيدة السماوية (بالإيطالية: Muhammad Iqbal, Il poema celeste) ـ 1965.
- الرومي: الشعر الصوفي (بالإيطالية: Rumi, Poesie mistiche) ـ 1980.
- نظامي: الأميرات السبع (بالإيطالية: Nezami, Le sette principesse) ـ 1982.

## درايته الواسعة باللغات
كان بوزاني يتحدث ما يربو على ثلاثين لغة، من بينها العربية والفارسية والتركية والإندونيسية والشيروكي، وغيرها من اللغات الآسيوية والإفريقية ولغات الأمريكيين الأصليين.